# Калінін Микола Васильович
Мико́ла Васи́льович Калі́нін (10 березня 1937 с. Малі Курашки Работкінського району Горьковської області, тепер Лисковського району Нижньогородської області Росія — 7 березня 2008, Москва)  — радянський воєначальник, тринадцятий командувач ПДВ СРСР (серпень 1987 — січень 1989), генерал-полковник.

## Служба в армії
Закінчив Ленінградське суворовське офіцерське училище в 1958 році.
Після закінчення училища проходів службу на посадах командира мотострілецького взводу, командира роти.
Після закінчення в 1968 році Військової академії ім. М. В. Фрунзе — в Повітряно-десантних військах: командир батальйону, начальник штабу полку, командир полку, заступник командира 105-ї повітряно-десантної дивізії, командир 7-ї повітряно-десантної дивізії.
З 1977 року після закінчення Військової академії Генерального штабу Збройних Сил СРСР ім. К. Е. Ворошилова — командир корпусу, командувач армією, заступник командувача військ Прикарпатського військового округу (у квітні 1983 — лютому 1985 року), заступник Головнокомандувача військ Групи радянських військ, командувач військ Сибірським військовим округом.
З серпня 1987 року по січень 1989 року — командувач Повітряно-десантних військ СРСР.
З січня 1989 року по серпень 1991 року — командувач військ Московського військового округу.
У серпні 1991 року активно підтримав дії ГКЧП СРСР, віддав наказ про введення військ округу до Москви, виконував інші розпорядження ГКЧП СРСР і вимагав того ж від підлеглих. За це негайно після арешту членів ГКЧП був знятий з посади. З кінця 1991 року по грудень 1991 знаходився під слідством у справі ГКЧП. Виправданий. Злочину в його діях «Положення про надзвичайні ситуації», що існувало на той момент, не виявлено.
У січні 1992 року призначений начальником штабу Західної групи військ. У квітні того ж року — начальник Військової академії бронетанкових військ.
У відставці з 1993 року. Жив у Москві. Похований на Троєкуровському кладовище.